# Altrove
Albums de Ultimo
Ultimo Live Stadi 2023
(2023)
Singles
1. Occhi lucidi
Sortie : 1er décembre 2023
2. Altrove
Sortie : 10 mai 2024
3. Neve al sole
Sortie : 27 septembre 2024

Altrove est le sixième album studio de l'auteur-compositeur-interprète italien Ultimo. Publié le 17 mai 2024, il contient 8 titres. La semaine de sa sortie, l'album se classe en  1re place du classement de la Federazione Industria Musicale Italiana (FIMI). Trois singles en sont tirés : Occhi lucidi, le single éponyme Altrove et Neve al sole.
En novembre 2024, la plus haute certification de cet album est un disque de platine en Italie. Ses trois singles sont également certifiés, le premier avec un disque de platine, les deux suivants avec un disque d'or.

## Présentation
Annoncé à la surprise générale le 16 avril 2024,, ce sixième album est précédé du single Occhi lucidi, sorti le 1er décembre 2023, et du single éponyme Altrove, publié une semaine avant l'album. Celui-ci, publié le 17 mai 2024, comporte 8 chansons, toutes écrites et composées par Ultimo. Il se classe, dès sa sortie, 1er du classement FIMI et se place également 8e au Schweizer Hitparade en Suisse. Le 27 septembre 2024 est publiée, en single, une nouvelle version de Neve al sole.
Les trois singles seront certifiés : Occhi lucidi recevra un disque de platine ; Altrove et Neve al sole recevront tous deux un disque d'or. L'album est, en novembre 2024, certifié disque de platine.

## Pistes
Toutes les chansons sont écrites et composées par Niccolò Moriconi (Ultimo) sauf mention contraire.
| 1.    | Altrove                              |                                 |                               |  |
| 2.    | Lunedì                               |                                 |                               |  |
| 3.    | Quando saremo vecchi                 |                                 |                               |  |
| 4.    | Neve al sole                         | Niccolò Moriconi                | Niccolò Moriconi, Matteo Nesi |  |
| 5.    | Quei due innamorati                  |                                 |                               |  |
| 6.    | Amore di strada                      |                                 |                               |  |
| 7.    | Occhi lucidi                         |                                 |                               |  |
| 8.    | Diluvio universale feat. Mezzosangue | Niccolò Moriconi, Luca Ferrazzi | Niccolò Moriconi              |  |
| 50:40 |                                      |                                 |                               |  |

## Classements et certifications
| Pays                         | Meilleure position | Ref.  |
| ---------------------------- | ------------------ | ----- |
| Italie (FIMI)                | 1                  | [ 7 ] |
| Suisse (Schweizer Hitparade) | 8                  | [ 8 ] |

| Année | Pays          | Position | Ref.   |
| ----- | ------------- | -------- | ------ |
| 2024  | Italie (FIMI) | 18       | [ 10 ] |

| Pays          | Certifications | Ref.  |
| ------------- | -------------- | ----- |
| Italie (FIMI) | Platine        | [ 7 ] |